# ヒカルド・アローナ
ヒカルド・アローナ（Ricardo Arona、1978年7月17日 - ）は、ブラジルの男性柔術家、総合格闘家。リオデジャネイロ州ニテロイ出身。ブラジリアン・トップチーム所属。元RINGSミドル級王者。
アブダビコンバット99kg未満級連覇、無差別級優勝の肩書をもち、天才と評される。「弾丸タックル」との異名を持つ高速タックルと、押さえ込みを中心とした安定したグラウンドテクニックを武器としている。打撃も器用に使いこなすことからニュータイプの柔術家と呼ばれていた。プロサーファーとしても活動している。

## 来歴
1983年、当時5歳の時から空手を始め、1年で緑帯を獲得した。13歳の時、アラルアマへ引っ越すと共に空手を辞めるが、アラルアマの自然の中でトレーニングを行い、さらに柔道の道場に入門する。その後再び戻ったニテロイで柔術対ルタ・リーブリの試合を観戦したことにより柔術家を志すようになった。
1997年にカーウソン・グレイシー・アカデミーに入門。その後ブラジルの紫帯、茶帯の世界王者となりカーウソン・チームの代表として注目され始める。
2000年、アブダビコンバット（以下ADCCと表記）のトライアルに出場。アマウリ・ビデッチを倒しトライアルを優勝、続くADCCブラジル予選でも優勝し、ADCC2000本戦の出場権を手にした。3月の99kg未満級本戦では、1回戦で金原弘光、2回戦でカリーム・バルカレフ、準決勝でティト・オーティズ、決勝でジェフ・モンソンとすべて判定勝ちを収め、優勝を果たした。同大会のMVPに輝き、天才児として一躍有名になる。そして翌年のADCC 2001では99kg未満級で再び優勝、2連覇を達成。さらに無差別級をも制した。

### リングス
ADCCでの活躍により、日本の総合格闘技団体リングスからオファーを受け、2000年4月20日にリングス初参戦。アンドレイ・コピィロフに判定勝ちを収めた。続く8月23日、ジェレミー・ホーンに判定勝ち。そして12月22日、KOKトーナメント予選ブロックでエメリヤーエンコ・ヒョードルと対戦。アローナは何度もマウントポジションを取ったが極めきれず、延長の末に判定負けを喫した。
2001年のRINGSワールドタイトル決定トーナメント ミドル級（-90kg）を制し、初代RINGSミドル級王座に認定された。
2001年9月22日、リングスへの参戦とタイトル防衛戦の意志が見られないこと、PRIDEへの参戦に関して本人とマネージャーからリングスに一切報告がなかったことを理由に、王座をはく奪された。

### PRIDE
2001年9月24日、PRIDE初参戦となったPRIDE.16でガイ・メッツァーに判定勝ち、PRIDE.20でもダン・ヘンダーソンに判定勝ち、PRIDE.23でもムリーロ・ニンジャに判定勝ちを収めた。
その功績もあって『PRIDE GRANDPRIX 2003』の出場が決定するも、試合前の負傷により欠場となった。2004年6月20日、PRIDE GRANDPRIX 2004 2nd ROUNDでクイントン・"ランペイジ"・ジャクソンと対戦。三角絞めを極めようとしたところをパワーボムでマットに叩きつけられてKO負けを喫した。
2005年4月23日、PRIDE GRANDPRIX 2005 開幕戦のミドル級（-93kg）グランプリ 1回戦でディーン・リスターと対戦し、判定勝ち。
2005年6月26日、PRIDE GRANDPRIX 2005 2nd ROUNDの2回戦で桜庭和志と対戦。グラウンドで顔面に20発以上の膝蹴りを見舞い、桜庭の顔面を変形、血まみれにさせるなどして2R終了時にタオル投入によりTKO勝ちを収めた。
2005年8月28日、PRIDE GRANDPRIX 2005 決勝戦の準決勝では自身にも因縁のあったPRIDEミドル級王者ヴァンダレイ・シウバに判定勝ち。PRIDEミドル級の選手としてシウバに初黒星をつけた。決勝ではシウバの弟分であるマウリシオ・ショーグンにKO負けし、準優勝に終わった。
2005年12月31日、PRIDE 男祭り 2005のミドル級タイトルマッチでヴァンダレイ・シウバと再戦し、1-2の判定負けを喫し王座獲得に失敗した。アローナはこの判定結果に対して不満を口にした。
2006年9月10日、9か月ぶりの復帰戦となったPRIDE 無差別級グランプリ 2006 決勝戦でアリスター・オーフレイムと対戦し、1Rパウンドでギブアップ勝ち。
2007年4月8日、PRIDE.34でソクジュと対戦し、1R右アッパーでKO負け。この試合の数日後のインタビューで、アローナは自身が試合前にデング熱に感染していたと告白。それに伴い5月6日にADCCで対戦予定だったホジャー・グレイシーとのスーパーファイトも欠場した。
2007年12月31日に行われた『やれんのか! 大晦日! 2007』の参戦予定選手に名前が挙げられていたが、結局参戦は実現しなかった。
PRIDE消滅後に他の格闘技団体での試合を行わずに、自らのMMAジム設立に専心。その間をサーフィンやロック・クライミングなどを楽しみながら心身の回復を図っている。
2009年9月、ブラジルでのインタビューにおいて、長期にわたる戦線離脱の中で再びリングに上がるだけの闘争心やモチベーションが失われてしまっていること、完成間近になっている自身のジムを見て「苦境から抜け出そうと練習に励んでいる貧困に苦しむ多くの若者を一流の格闘家に育てたいという気持ちが生まれている」こと等を理由に総合格闘家としての自らのキャリアにピリオドを打つと宣言した。ただ、現役復帰への可能性も同時に言及している。
2009年9月12日、ブラジルで行われたBitetti Combat 4でおよそ2年半振りに復帰し、マービン・イーストマンに判定勝ちを収めた。

## 人物・エピソード
虎に対して畏敬の念をもち、自身の右半身に虎のタトゥーを彫りこんでいる。インタビューで「自分の身体には虎が宿っている」「虎の心理に近づきたい」と語っており、「ザ・ブラジリアン・タイガー」の異名を持つ。また、端整なルックスから「柔術王子」とのあだ名がある。
筋骨隆々で均整の取れた美しい体格をしているが、ウエイトトレーニングは一切行っていない。
PRIDEでの桜庭戦における選手紹介VTR（通称「煽りV」）の中で、桜庭がアローナについて「試合がつまらない」と述べた。これに対しアローナは「面白い試合なんかする必要は無いんだ。試合は生きるか死ぬか、それだけだ」と語っていた。が、この翻訳はかなり大袈裟にしてあるとの指摘がポルトガル語が堪能な人からあった。また、偶然か定かでないが、この試合でアローナは桜庭の傷口に指を入れる行為をしている。

## 戦績

### 総合格闘技
| 総合格闘技 戦績 | 総合格闘技 戦績 | 総合格闘技 戦績 | 総合格闘技 戦績 | 総合格闘技 戦績 | 総合格闘技 戦績 | 総合格闘技 戦績 |
| --------------- | --------------- | --------------- | --------------- | --------------- | --------------- | --------------- |
| 19 試合         | (T)KO           | 一本            | 判定            | その他          | 引き分け        | 無効試合        |
| 14 勝           | 2               | 3               | 9               | 0               | 0               | 0               |
| 5 敗            | 3               | 0               | 2               | 0               | 0               | 0               |

| 勝敗 | 対戦相手                             | 試合結果                       | 大会名 | 開催年月日     |
| ○    | マービン・イーストマン               | 5分3R終了 判定3-0              | Bitetti Combat 4                                                                                              | 2009年9月12日  |
| ×    | ソクジュ                             | 1R 1:59 KO（右アッパー）       | PRIDE.34 | 2007年4月8日   |
| ○    | アリスター・オーフレイム             | 1R 4:28 ギブアップ（パウンド） | PRIDE 無差別級グランプリ 2006 決勝戦                                                                          | 2006年9月10日  |
| ×    | ヴァンダレイ・シウバ                 | 3R（10分/5分/5分）終了 判定1-2 | PRIDE 男祭り 2005 頂-ITADAKI- 【PRIDE世界ミドル級タイトルマッチ】                                             | 2005年12月31日 |
| ×    | マウリシオ・ショーグン               | 1R 2:53 KO（パウンド）         | PRIDE GRANDPRIX 2005 決勝戦 【ミドル級グランプリ 決勝】                                                       | 2005年8月28日  |
| ○    | ヴァンダレイ・シウバ                 | 2R（10分/5分）終了 判定3-0     | PRIDE GRANDPRIX 2005 決勝戦 【ミドル級グランプリ 準決勝】                                                     | 2005年8月28日  |
| ○    | 桜庭和志                             | 2R終了時 TKO（タオル投入）     | PRIDE GRANDPRIX 2005 2nd ROUND 【ミドル級グランプリ 2回戦】                                                   | 2005年6月26日  |
| ○    | ディーン・リスター                   | 3R（10分/5分/5分）終了 判定3-0 | PRIDE GRANDPRIX 2005 開幕戦 【ミドル級グランプリ 1回戦】                                                      | 2005年4月23日  |
| ○    | セルゲイ・イグナチェフ               | 1R 8:37 スリーパーホールド     | PRIDE.28 | 2004年10月31日 |
| ×    | クイントン・"ランペイジ"・ジャクソン | 1R 7:32 KO（バスター）         | PRIDE GRANDPRIX 2004 2nd ROUND                                                                                | 2004年6月20日  |
| ○    | ムリーロ・ニンジャ                   | 3R（10分/5分/5分）終了 判定3-0 | PRIDE.23 | 2002年11月24日 |
| ○    | ダン・ヘンダーソン                   | 3R（10分/5分/5分）終了 判定2-1 | PRIDE.20 | 2002年4月28日  |
| ○    | ガイ・メッツァー                     | 3R（10分/5分/5分）終了 判定2-1 | PRIDE.16 | 2001年9月24日  |
| ○    | グスタボ・シム                       | 1R 1:29 TKO（パンチ連打）      | リングス WORLD TITLE SERIES 〜旗揚げ10周年記念特別興行〜 【ワールドタイトル決定トーナメント ミドル級 決勝】   | 2001年8月11日  |
| ○    | ジェレミー・ホーン                   | 5分2R終了 判定2-0              | リングス WORLD TITLE SERIES 〜旗揚げ10周年記念特別興行〜 【ワールドタイトル決定トーナメント ミドル級 準決勝】 | 2001年8月11日  |
| ○    | 金原弘光                             | 2R 0:53 膝十字固め             | リングス 10th ANNIVERSARY WORLD TITLE SERIES 【ワールドタイトル決定トーナメント ミドル級 1回戦】              | 2001年6月15日  |
| ×    | エメリヤーエンコ・ヒョードル         | 5分2R+延長R終了 判定0-3        | リングス KING of KINGS Bブロック 【1回戦】                                                                    | 2000年12月22日 |
| ○    | ジェレミー・ホーン                   | 2R（10分/5分）終了 判定2-1     | リングス Millennium Combine III                                                                               | 2000年8月23日  |
| ○    | アンドレイ・コピィロフ               | 2R（10分/5分）終了 判定3-0     | リングス Millennium Combine                                                                                   | 2000年4月20日  |

### グラップリング
| 勝敗 | 対戦相手       | 試合結果     | 大会名    | 開催年月日    |
| ○    | マーク・ケアー | 延長ポイント | ADCC 2003 | 2003年5月18日 |

## 獲得タイトル
- 第3回アブダビコンバット 99kg未満級 優勝（2000年）
- 世界柔術選手権 黒帯ペサード(-91kg)級 準優勝（2000年）
- 第4回アブダビコンバット 99kg未満級 優勝、無差別級 優勝（2001年）
- RINGSワールドタイトル決定トーナメント ミドル級 優勝（2001年）
- 初代RINGSミドル級王座（2001年）

## 表彰
- SHERDOG アップセット・オブ・ザ・イヤー（2005年）